# CarCanMadCarLan

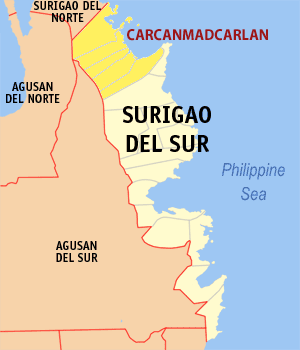
Lage von CarCanMadCarLan in der Provinz Surigao del Sur

CarCanMadCarLan ist ein Siedlungsgebiet am nördlichen Teil der Ostküste von Mindanao in der Provinz Surigao del Sur, Philippinen.
Die Bezeichnung ist ein Kunstwort, das eine Aneinanderreihung der jeweils ersten drei Buchstaben der fünf betroffenen Stadtgemeinden (Carrascal, Cantilan, Madrid, Carmen und Lanuza) darstellt (Reihenfolge von Nord nach Süd).

## Gemeinden
| Name      | Haushalte | Einwohner | Fläche (km²) | Ew/km² |
| --------- | --------- | --------- | ------------ | ------ |
| Carrascal | 2756      | 22.479    | 265,8        | 62,19  |
| Cantilan  | 5378      | 31.492    | 240,10       | 125,91 |
| Madrid    | 2862      | 15.223    | 141,00       | 105,59 |
| Carmen    | 1873      | 10.347    | 160,01       | 64,29  |
| Lanuza    | 1942      | 12.001    | 395,76       | 29,96  |
| zusammen  | 14.811    | 83.792    | 1202,67      | 69,67  |

## Lage
Das Gebiet wird geographisch nordöstlich von der Philippinensee (Carrascal Bay und Lanuza Bay) und südöstlich, südwestlich und nordwestlich von Bergen begrenzt. Politisch bzw. administrativ stellt es in etwa das nördlichste Viertel der Provinz Surigao del Sur dar. Von den dort entspringenden Flüssen sind einige z. T. schiffbar, z. B. der Carac-an, der Union, der Cantilan, der Consuelo, der Benoni, der Bun-ot, der Adlayan und der Lancogue. Wegen der vulkanischen Aktivität des Gebietes – es ist Teil vom Pazifischen Feuerring – wird das Risiko von Erdbeben und Tsunamis im Küstengebiet als hoch eingeschätzt, während in den gebirgigen Teilen das Risiko von Erdrutschen überwiegt. Schutz vor Tsunamis bieten allerdings zum Teil die vorgelagerten Korallenriffe. Die Karten, die die jeweiligen Risikoeinstufungen der Territorien durch die Behörden darstellen, sind im Rathaus von Cantilan ausgehängt.

## Wirtschaft

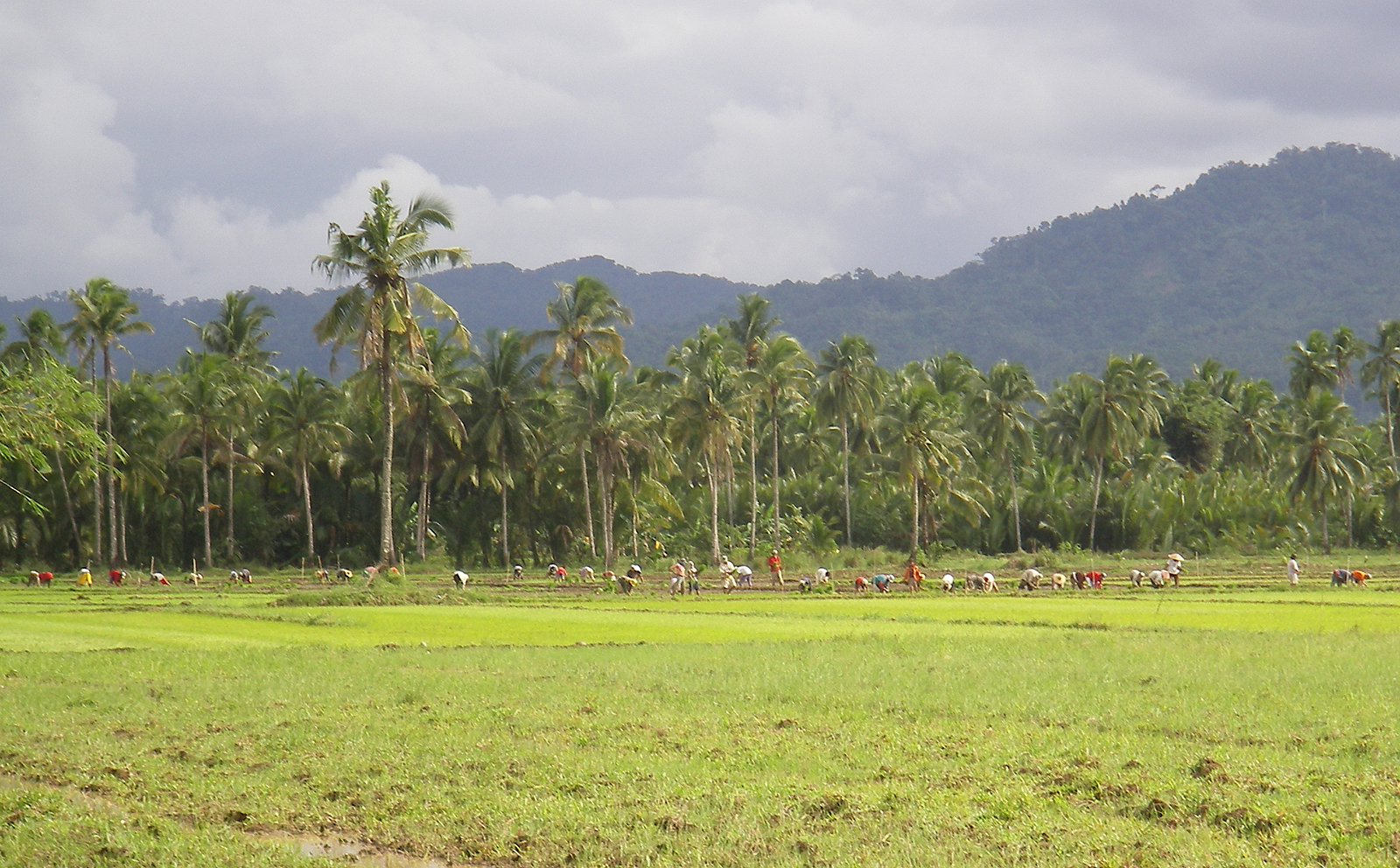
Reisanbau in Bunga (Lanuza)

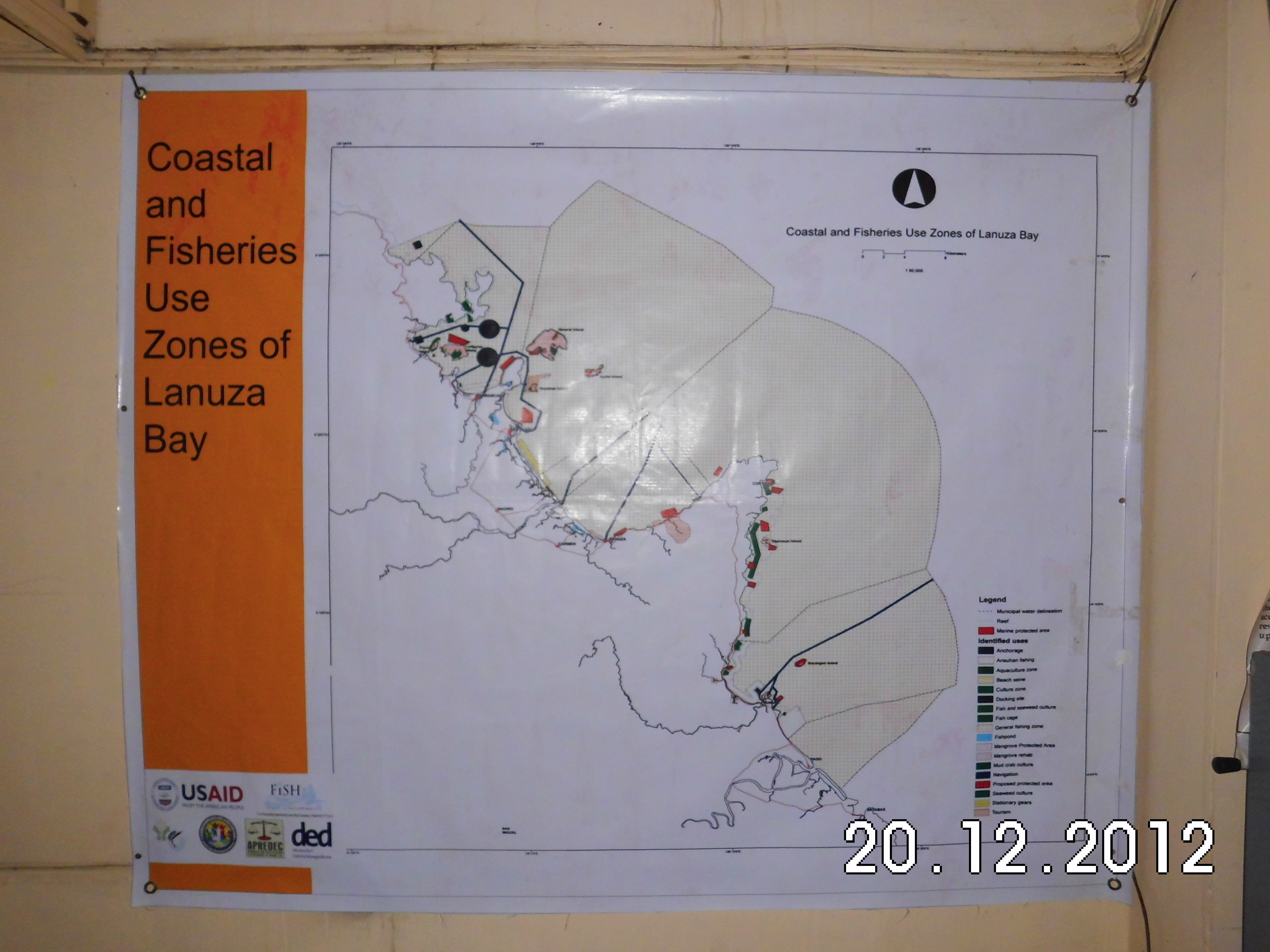
Fischereizonen der Lanuza Bay und der anliegenden Küstengewässer

Es wird Ackerbau (hauptsächlich Reis und Kokospalmen), Viehzucht (Schweine, Hühner und Wasserbüffel) sowie Küstenfischerei betrieben. Die ganze Lanuza Bay sowie die sich nordwestlich bis Carrascal und südöstlich bis Tandag anschließenden Küstengewässer sind in mehrere Fischereizonen unterteilt, die von Cantilan aus verwaltet werden. Im Norden von Carrascal (Barangay Adlay) wird Tagebau in großem Stil betrieben, um das dort in den „Roten Bergen“ reichlich vorhandene Eisenerz sowie auch Nickel zu gewinnen. Bei trockenem Wetter ist die Staubbelastung der Luft entsprechend hoch. Der übliche philippinische Einzelhandel in Gestalt sogenannter Sari-Sari Stores ist weit verbreitet. Touristisch ist das Gebiet kaum erschlossen, allerdings finden in Lanuza jährlich im November Surf-Wettbewerbe statt, da die Lanuza Bay für Wellenreiter insbesondere in den Monaten zwischen November und März günstige Windverhältnisse bietet.

## Geschichte
Früher war das Gebiet für seine ausgedehnten Wälder und Sumpfgebiete bekannt. Infolge von staatlichen Bewässerungsprojekten werden mittlerweile über 6000 ha als Reisfelder genutzt. Die einschlägigen Maßnahmen begannen im 18. Jh. durch dort „stationierte“ Mönche. Die Nutzung der Flüsse für die Zuchtfischerei begann erst Anfang des 20. Jahrhunderts.
Von der zweiten Hälfte des 16. Jh. bis 1919 hatte das gesamte Gebiet von ca. 1200 km² den Namen Cantilan. Am 10. Dezember 1918 wurde das Gebiet durch Anordnung Nr. 52 des amerikanischen Generalgouverneurs Francis Burton Harrison dreigeteilt (Carrascal, Cantilan, Lanuza). Die Anordnung wurde durch Unterzeichnung durch dessen Nachfolger Charles Yeater rechtskräftig, womit das Akronym „CarCanLan“ entstand. Am 2. Februar 1953 änderte sich das zu „CarCanMadLan“, weil Madrid auf Grund einer Anordnung von Präsident Elpidio Quirino den Status einer eigenständigen Stadtgemeinde erhielt. Seit schließlich auch Carmen, vormals Stadtteil von Lanuza, am 16. August 1971 durch „Republic Act No. 6367“ diesen Status erhielt, heißt das gesamte Gebiet von ehemals „Groß-Cantilan“ nun CarCanMadCarLan.

## Verkehr

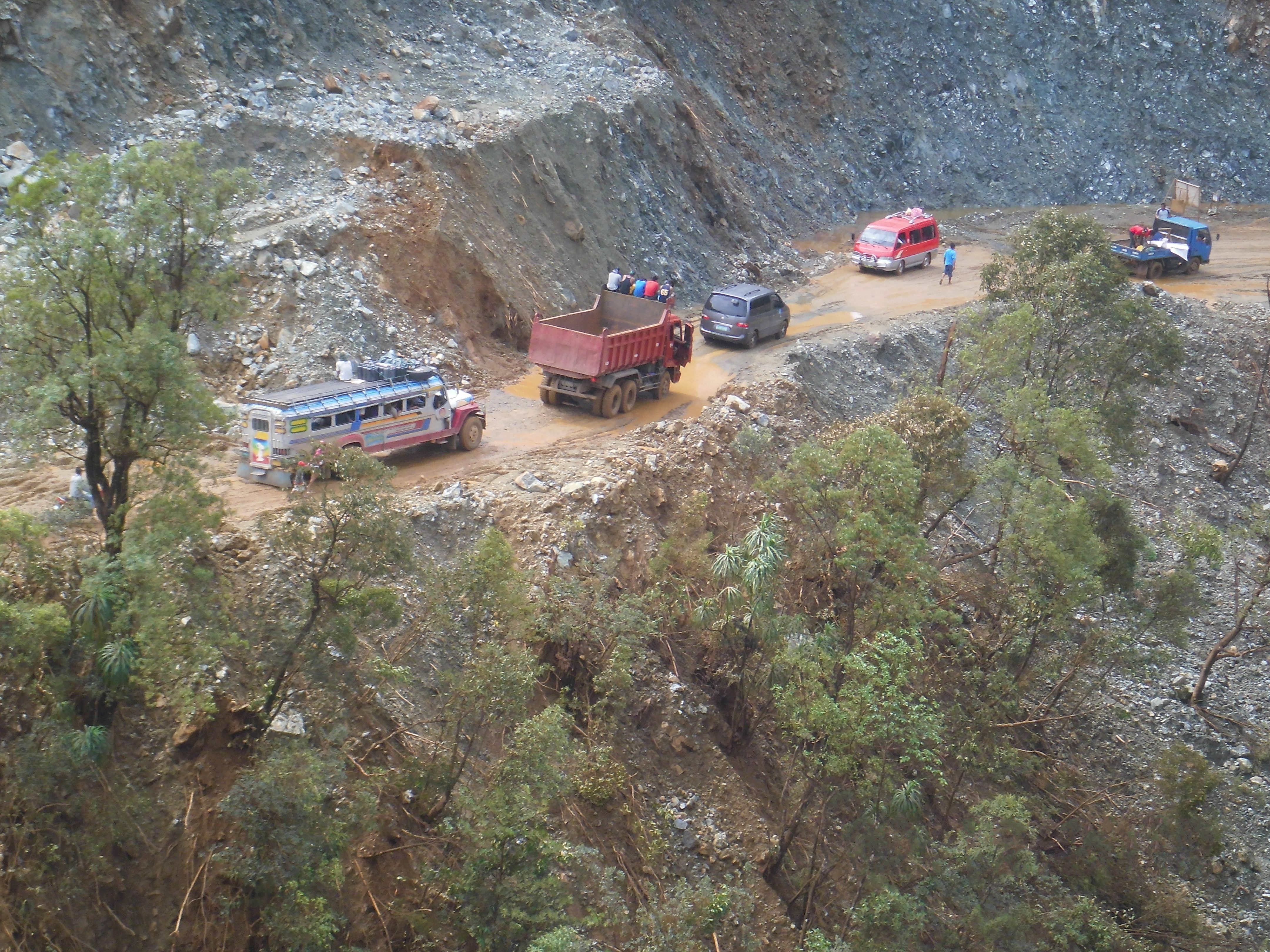
Ehemals schlammige Küstenstraße zwischen Adlay(Carrascal) und Claver mit steckengebliebenen Autos

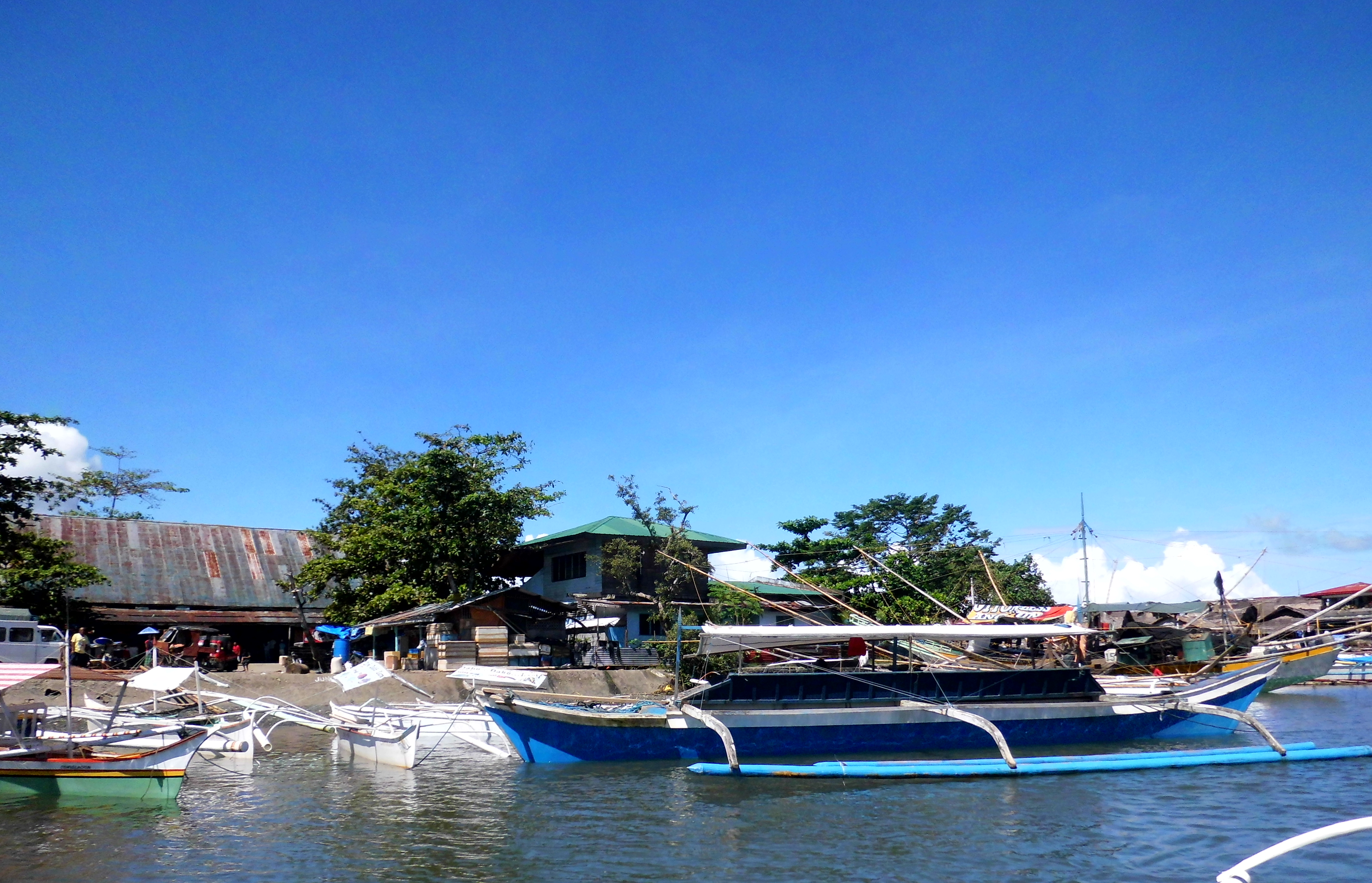
Hafen von Cantilan, vom Fluss aus gesehen. Gebäude an Land: links die Markthalle, in der Mitte das Feuerwehr-Gebäude

Die Region wird von der überwiegend betonierten Küstenstraße Surigao-Tandag durchzogen. Weiterhin gibt es Häfen in Cantilan und Lanuza. In Cantilan ist allerdings ein Hafen (im Cantilan River) nur für spezielle Wasserfahrzeuge („Pump boats“) mit sehr geringem Tiefgang (≈0,3 m) erreichbar, der andere (Consuelo Port Karte) dagegen auch für Schiffe mit größerem Tiefgang. Der nächstgelegene Flughafen in Tandag ist seit 2014 wieder in Betrieb.

## Kultur
Der Itik-itik-Tanz (Ententanz) hat dort seinen Ursprung.

## Klima
|                       | Jan   | Feb   | Mär   | Apr   | Mai   | Jun   | Jul   | Aug   | Sep   | Okt   | Nov   | Dez   |   |         |
| Mittl. Tagesmax. (°C) | 29    | 29    | 30    | 31    | 32    | 32    | 32    | 32    | 32    | 32    | 31    | 29    | ⌀ | 30,9    |
| Mittl. Tagesmin. (°C) | 22    | 22    | 23    | 23    | 24    | 24    | 24    | 24    | 24    | 24    | 23    | 23    | ⌀ | 23,3    |
|                       |       |       |       |       |       |       |       |       |       |       |       |       |   |         |
| Niederschlag (mm)     | 582,4 | 389,1 | 283,5 | 196,0 | 123,4 | 114,0 | 137,0 | 115,1 | 122,4 | 216,0 | 378,2 | 429,5 | Σ | 3.086,6 |

| 22 |

| 22 |

| 23 |

| 23 |

| 24 |

| 24 |

| 24 |

| 24 |

| 24 |

| 24 |

| 23 |

| 23 |

| 22 |

| 22 |

| 23 |

| 23 |

| 24 |

| 24 |

| 24 |

| 24 |

| 24 |

| 24 |

| 23 |

| 23 |

Die Gegend hat wie ganz Mindanao ein tropisches Klima. Die durchschnittliche monatliche Niederschlagsmenge beträgt 257,2 mm (10,13 Zoll). Regenzeit ist von November bis März, Trockenzeit von April bis September. Aber auch in letzterer gibt es oft abendliche Schauer und Gewitter, die von den Einheimischen Sobasco genannt werden. Das gesamte Gebiet wird von Taifunen heimgesucht, der vorletzte größere (namens „Pablo“) forderte Anfang Dezember 2012 lt. „Manila Bulletin“ in der weiter südlich gelegenen Provinz Davao de Oro mindestens 236 Tote. Der letzte (namens „Haiyan“) zog nördlich an Mindanao vorbei und richtete am 8. November 2013 auf den Inseln Samar und Leyte große Zerstörungen an. Die Rede ist von ca. 10.000 Toten.